# Félix Julien
Pour les articles homonymes, voir Julien.
Félix Julien, né le 20 juillet 1884 à Paris et mort le 12 octobre 1936 à Lorient, est un footballeur international français.

## Biographie
Né dans le 15e arrondissement de Paris, Julien joue toute sa carrière de footballeur au poste d'avant dans des clubs de patronage, notamment à l'AS Bon Conseil, un club du 7e arrondissement de Paris, l'un des nombreux clubs catholiques affiliés à la Fédération gymnastique et sportive des patronages de France (F.G.S.P.F.), alors présidée par Charles Simon. En 1906, Julien travaille également comme secrétaire adjoint de la commission des arbitres. Le 20 janvier 1907, Julien joue pour une équipe de la F.G.S.P.F., composée des meilleurs joueurs des patronages, lors d'un match amical contre le club anglais de North London A.F.C., contribuant à la victoire de son équipe par 4 buts à 2.
En octobre 1908, plusieurs joueurs des patronages, dont Julien, sont sélectionnés par l'U.S.F.S.A. pour le tournoi de football aux Jeux olympiques de 1908, comme membres de l'équipe de France C initialement prévue pour la compétition. Aucun d'entre eux ne se rendit à Londres, l'U.S.F.S.A. ayant finalement décidé de n'envoyer que deux équipes au lieu de trois,.
Bien qu'étant l'un des meilleurs joueurs des patronages de sa génération, Julien n'est, dans un premier temps, pas appelé en équipe de France, le dirigeant de l'Union, André Billy, préférant les joueurs du Nord. Cependant, lorsque l'U.S.F.S.A. est remplacée par le Comité français interfédéral de Simon, Julien est immédiatement convoqué pour les deux matchs amicaux de l'équipe de France suivants, en mai 1909, contre la Belgique au stade du Vivier d'Oie de Bruxelles et contre les amateurs anglais à Gentilly au stade de la F.G.S.P.F., perdant ces deux matchs,. Après ce dernier match, le journal L'Auto estime qu'il est « vite, mais n'est pas un bon dribbleur ». Julien reste avec François Marie Barat et le gardien Louis Tessier l'un des trois seuls joueurs de Bon Conseil à avoir joué en équipe de France.

## Clubs successifs
- AS Bon Conseil

## Carrière
Avec dix autres débutant, Félix partit la fleur au fusil à Bruxelles, pour la 6e confrontation face à la Belgique de la toute débutante équipe de France. Le résultat fut cinglant mais beaucoup moins que celui enregistré quinze jours plus tard face à des Anglais absolument déchaînés. Tout le monde en tira les conséquences[réf. souhaitée].

## Source
- Daniel Chaumier, Les bleus, éd. Larousse.